# Ratusz w Jutrosinie
Ratusz w Jutrosinie – zabytkowa siedziba władz miasta i gminy Jutrosin. Reprezentuje styl klasycystyczny.

## Historia
Ratusz istniał w Jutrosinie już w poł. XVII wieku. Istniejący budynek został wybudowany w 1840 roku.
Ratusz został wybudowany w centralnym punkcie rynku na planie prostokąta. Liczy trzy kondygnacje oraz piwnice. Czterospadowy dach wieńczy wieżyczka: szersza w dolnej części (z zegarami po bokach) i węższa w górnej, otoczona tarasem z balustradą i zwieńczona hełmem z iglicą.
W sąsiedztwie ratusza znajduje się pomnik upamiętniający powstańców kościuszkowskich, wielkopolskich oraz ofiary II wojny światowej.